# Roman Wielgosz
Roman Wielgosz (ur. 4 kwietnia 1920 w Ostrowie Wielkopolskim, zm. 22 września 1988) – polski żużlowiec.

## Kariera sportowa
Sport żużlowy uprawiał w latach 1949–1952 w barwach klubu Stal Ostrów Wielkopolski, dwukrotnie zdobywając medale drużynowych mistrzostw Polski: srebrny (1949) oraz brązowy (1950). W 1952 zakwalifikował się do rozegranego we Wrocławiu finału indywidualnych mistrzostw Polski, zajmując XIV miejsce. Uczestniczył również w turnieju "Criterium Asów" w Bydgoszczy, zajmując XI miejsce.